# Не слышу зла (фильм, 2021)
«Не слышу зла» (кор. 미드나이트, кор. Mideunaiteu, также известен как «Полночь») — южнокорейский триллер, снятый режиссёром Квон О Сын. Фильм повествует о преследовании серийным убийцей глухой девушки в течение одной ночи. Премьера должна была состояться в 2020 году, но выпуск был отложен из-за возобновившейся пандемии COVID-19. Фильм был выпущен одновременно в кинотеатрах и на стриминговых платформах 30 июня 2021 года, премьера в кинотеатрах России — 13 апреля 2023 года.

## Сюжет
Ночью на пустынной улице молодой человек на минивэне предлагает девушке подвезти её. Когда она отказывается, он убивает её, причём в минивэне оказывается ещё один труп. Затем он сам вызывает полицию, представляясь свидетелем убийства, якобы совершённого иностранными рабочими.
Слабослышащая девушка Кён Ми работает в колл-центре и общается с клиентами с нарушением слуха. Однажды поздно вечером по пути домой она встречается с мамой (также слабослышащей) и, попросив её подождать, оставляет машину на парковке. Незадолго до этого по той же улице возвращалась домой Со Чон Ын, младшая сестра охранника Чон Така, которую преследовал убийца. Возвращаясь к маме, Кён Ми слышит в переулке стоны и находит там раненую в живот Со Чон Ын, однако вновь появляется убийца в кепке и медицинской маске и пытается схватить Кён Ми. Та с трудом убегает от преследователя, а затем они вместе с матерью вызывают полицию «тревожной кнопкой». Появляется убийца в костюме, делая вид, что он ищет свою сестру: поскольку Кён Ми не видела его лица за маской, она не узнаёт его.
В переулке полиция не находит раненую девушку, поскольку убийца успел перенести её в свой минивэн. Кён Ми с матерью и убийцу привозят в полицейский участок, все они дают показания как свидетели: так, убийца утверждает, что видел в переулке убегающего человека в маске. Убийца смотрит листок с показаниями Кён Ми, чтобы узнать её адрес. В участок врывается Чон Так, требуя начать поиски его пропавшей сестры. Мать Кён Ми замечает у убийцы смартфон с фотографией девушки, причём ранее у него в руках был другой смартфон. Убийца видит, что мать что-то заподозрила, и угрожает ей ножами, которые лежат у него в сумке. Из показаний Чон Так понимает, что Кён Ми видела именно его сестру. Когда полицейские отвлекаются на буянящего старика, убийца пытается ножом убить Чон Така, признаваясь ему, что это он ранил его сестру. Когда прибегают полицейские, убийца делает вид, что Чон Так стал допрашивать его и в итоге набросился на него. В результате Кён Ми с матерью уходят из участка, но и убийцу отпускают.
Позже той же ночью убийца приходит домой к Кён Ми, чтобы расправиться с ней, её мать перед этим как раз выходит из дома. Кён Ми с трудом удаётся покинуть дом, выпрыгнув из окна, при этом она отправляет сообщение Чан Таку, который спешит на помощь. Однако когда на улице Чон Так настигает убийцу и Кён Ми, убийца предлагает ему сделку: если Чон Так спасёт Кён Ми, его сестра погибнет, если же он хочет вернуть сестру, он должен оставить Кён Ми. Чон Так выбирает жизнь сестры, однако убийца обманывает его, не сообщая её местонахождение. Кён Ми удаётся вновь вырваться, и погоня продолжается по улицам города. В переулке, где стоит минивэн убийцы, Кён Ми натыкается на раненую Со Чон Ын, выбравшуюся из машины. Кён Ми отвлекает внимание убийцы на себя и вызывает полицию «тревожной кнопкой». Со Чон Ын спасают, но прибывший на место Чон Так, как и мать Кён Ми, понимают, что Кён Ми по-прежнему в опасности.
Тем временем Кён Ми пытается спастись от убийцы на людной пешеходной улице, однако никто не спешит ей помочь, а когда убийца утверждает, что это его сестра, помогают убийце. Он заводит девушку в тёмный переулок, намереваясь убить, однако подоспевший Чон Так вступает с ним в драку. Убийце удаётся ранить Чон Така, и он решает убить мать девушки. На оживлённой улице он подходит к матери Кён Ми, но в этот момент сама Кён Ми с ножом убийцы в руке подбегает к нему и врезается в него на полной скорости. Убийца говорит ей, что она направила нож не той стороной и ранила сама себя в живот. Окровавленная Кён Ми падает, но в результате нож остаётся в руке убийцы, и вокруг собирается толпа людей. Вызывают полицию, и убийца, понимая, что ему теперь трудно выйти сухим их воды, пытается наброситься на Кён Ми с ножом, однако полиция расстреливает его.
В эпилоге выздоровевшая Кён Ми с матерью и Со Чон Ын с братом встречаются вместе у моря, куда они приехали отдохнуть.

## В ролях
- Чин Ки Джу — Кён Ми, глухая девушка
- Киль Гэ Юн — мать Кён Ми
- Ви Ха Джун — До Шик, серийный убийца
- Пак Хун — Чон Так, охранник
- Ким Хе Юн — Со Чон Ын, младшая сестра Чон Така

## Производство
В августе 2019 года Чин Ки Джу и Ви Ха Джун были утверждены в качестве главных актёров.
Съёмки начались 8 сентября 2019 года.

## Награды и номинации
| Год  | Премия                                            | Категория                                                      | Номинант     | Результат |
| ---- | ------------------------------------------------- | -------------------------------------------------------------- | ------------ | --------- |
| 2021 | Международный кинофестиваль «Фантазия»            | Серебряный приз зрительских симпатий за лучший азиатский фильм | Не слышу зла | Победа    |
| 2021 | Кинофестиваль «Grimmfest» в Великобритании        | Награда за лучший полнометражный фильм                         | Не слышу зла | Победа    |
| 2022 | Брюссельский кинофестиваль фантастических фильмов | Появляющийся ворон                                             | Не слышу зла | Ожидается |